# Ілінка Томоровяну

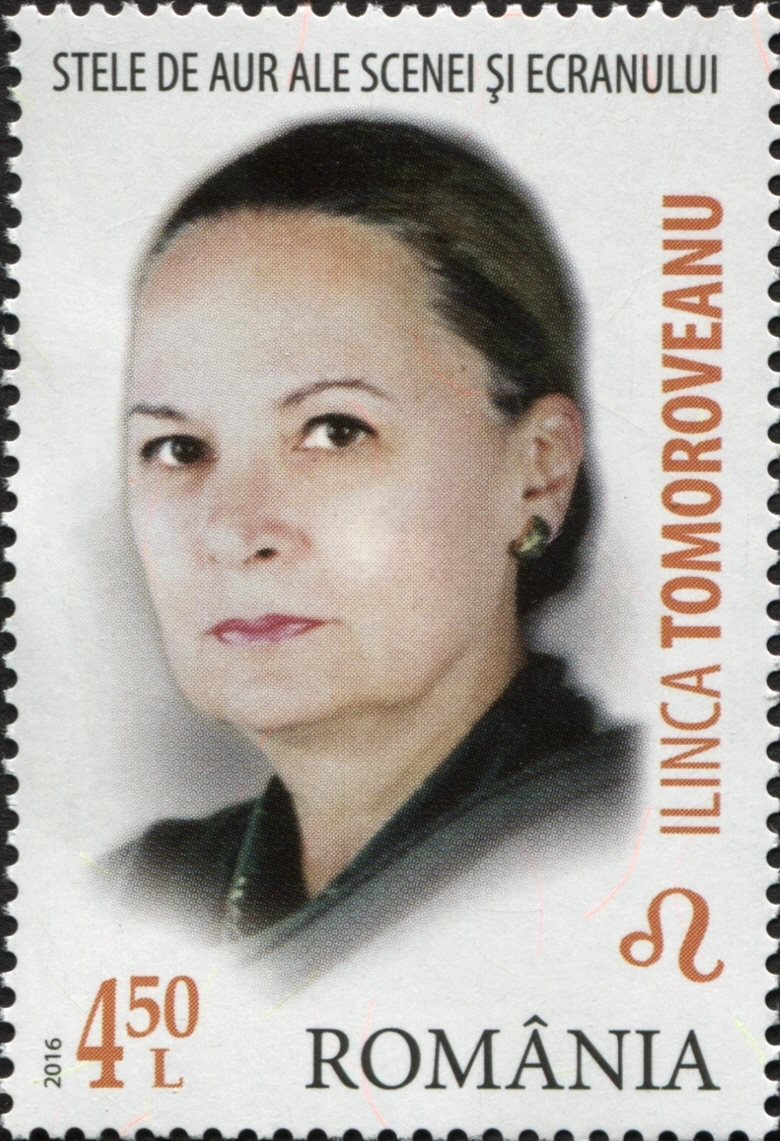
Ілінка Томоровеану на поштовій марці Румунії, 2016 рік

Ілінка Томоровяну (рум. Ilinca Tomoroveanu; 21 серпня 1941, Бухарест — 2 травня 2019, Бухарест) — румунська актриса театру і кіно, театральний діяч.

## Біографія
Внучка поета Октавіана Ґоґи. У 1964 році закінчила Бухарестський театральний інститут (нині Національний університет театру і кіно «І. Л. Караджале»), учениця Костаке Антоніу. Того ж року дебютувала на сцені Національного театру в Бухаресті.
За творчу кар'єру зіграла цілу низку ролей у п'єсах румунських і зарубіжних авторів (К. Петреску, П. Еверака, Лопе де Веги, Ф. Достоєвського, Л. Толстого, Г. Ібсена, Е. Ростана, О. Гельмана, А. Габора, А. Буеро Вальєхо, Т. Вільямса та інших).
Знімалася у кіно в 1956 року. Зіграла ролі у 14 фільмах.
З 1980 року — член Румунської спілки кінематографістів (UCIN). У 1990 році стала членом Союзу румунських театральних діячів (UNITER), а з 1999 року — членом правління UNITER.
З 2005 року — заступник художнього керівника Національного театру в Бухаресті.
Почесний президент культурного фонду Октавіана Ґоґи (з 1999 року).

## Нагороди
- Пам'ятна медаль ім. Міхая Емінеску (2000)
- Орден за заслуги в культурі (Ordinul Meritul Cultural, Румунія, 2004)
- Орден Мистецтв та літератури (2012)

## Вибрана фільмографія
- 1956 — Гордість / Mîndrie
- 1963 — Любов одного вечора / O Dragoste lungă de-o seară — Іляна
- 1965 — 6-й раунд / Runda 6
- 1965 — Біля воріт землі / La portile pamîntului
- 1969 — Війна дам / Războiul domniţelor
- 1972 — Тому що вони любили / Pentru că se iubesc
- 1991 — Як Пітер Пен / De-aş fi Peter Pan
- 2000 — Роберта / Roberta